# Arlênio Lívio Gomes
Arlênio Lívio Gomes (Rio de Janeiro, 1942 – Rio de Janeiro, 3 de abril de 2003) foi um músico, jornalista musical e locutor brasileiro.

## Biografia
Seu envolvimento com a música começou no final da década de 1950, quando chegou a integrar os conjuntos de rock "The Sputniks" (que também contou com Roberto Carlos e Tim Maia) e "The Snakes" (que teve como integrante Erasmo Carlos).
No final da década de 1960, Arlênio Lívio iniciou sua carreira de locutor na antiga Rádio Nacional do Rio de Janeiro. Após um breve período fora da empresa, entre fevereiro de 1972 e dezembro de 1973, voltou a trabalhar na emissora, onde permaneceu até o fim de sua carreira.
Além de ter atuado como jornalista, apresentou o programa "Rio de toda a gente", especializado em samba carioca, também era produtor.